# Chu Sơn
Chu Sơn hay Chu San (tiếng Trung: 舟山市; bính âm: Zhōushān Shì, Hán-Việt: Chu Sơn thị) là một địa cấp thị của tỉnh Chiết Giang, Trung Quốc. Đây là một trong hai địa cấp thị duy nhất gồm những hòn đảo, nằm ở cửa của vịnh Hàng Châu, và được chia khỏi đại lục bằng một khu vực nước hẹp.

## Phân chia hành chính
Địa cấp thị Chu San quản lý 4 đơn vị hành chính gồm 2 quận và 2 huyện.
- Khu Định Hải (定海区)
- Khu Phổ Đà (普陀区)
- Huyện Đại Sơn (岱山县)
- Huyện Thặng Tứ (嵊泗县)

Các đơn vị này lại được chia ra thành 45 đơn vị cấp hương, bao gồm 24 trấn, 12 hương và 9 phó khu.

## Phong cảnh

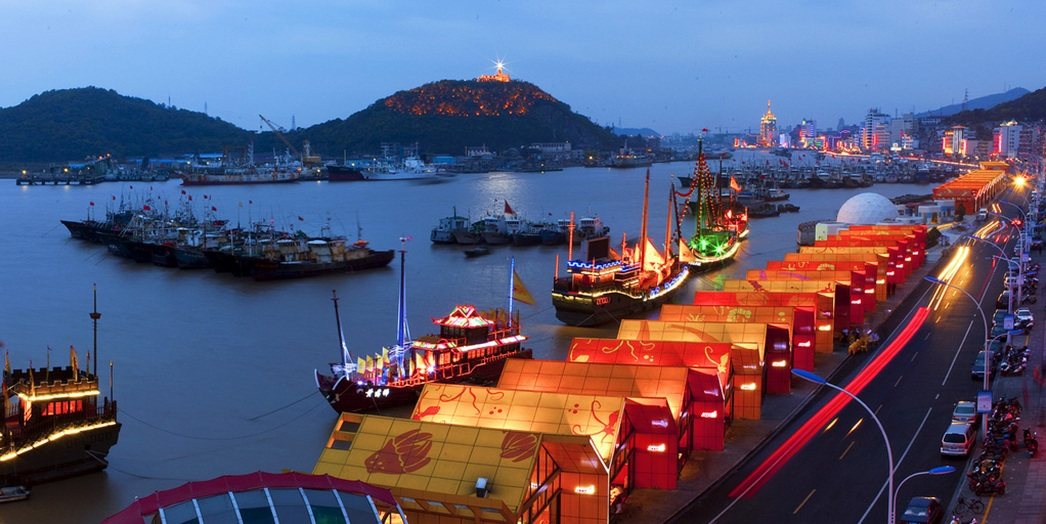
Chu San